# Eduardo Barrón
Eduardo Barrón González (Moraleja del Vino, 2 de abril de 1858-Madrid, 23 de noviembre de 1911) fue un escultor español. Su obra más conocida es la Estatua de Viriato, instalada en la plaza homónima de la ciudad de Zamora. Muchos detalles de su vida se conocen por la biografía escrita por su hijo, Eduardo Barrón Casanova.

## Biografía
El escultor nació en una familia humilde. Su padre era un zapatero remendón que deseaba que sus hijos siguieran con su oficio, oponiéndose por ello a los afanes artísticos de Eduardo, a causa de los cuales lo «regañaba y castigaba». Su padre murió cuando el escultor tenía catorce años. En mayo de 1875, a la edad de diecisiete, el banquero Anastasio de la Cuesta Santiago, natural también de Moraleja y conocedor del talento que Barrón apuntaba para el arte, le otorgó una ayuda de tres reales diarios para que acudiera a Zamora a formarse en el único taller que existía, el del imaginero Ramón Álvarez, en el que permaneció dos años, tiempo en el que también cursó estudios de dibujo lineal y de figura en el Instituto Provincial de Segunda Enseñanza —actual Instituto Claudio Moyano— y en la Sociedad Económica de Amigos del País.
En 1877 se trasladó a Madrid, becado por la Diputación de Zamora tras ganar el correspondiente concurso. Estudió en la Escuela de Pintura, Escultura y Grabado de Madrid, donde conoció a Elías Martín y a Francisco Bellver, en cuyos talleres trabajó para complementar sus ingresos y poder así ayudar económicamente a su familia. Barrón pasa después a Roma a finales de 1881, estudiando con Vicente Palmaroli y con Francisco Pradilla. Allí realizó la estatua de Viriato que le reportó gran fama: un desnudo clásico situado en la Plaza de Viriato de Zamora por el que obtuvo una medalla de plata de primera clase en la Exposición Nacional de Bellas Artes de 1884. A su regreso a España se instaló en Madrid, primero en un estudio de la glorieta de Atocha para después fijar su residencia y su taller en la calle Ferraz. En 1898 contrajo matrimonio con María Casanova, con quien tuvo dos hijos: María Concepción y Eduardo Vicente.
En 1892 obtuvo el cargo de habilitado —conservador— de la Sección de Escultura del Museo Nacional de Pintura y Escultura, el actual Museo del Prado. Tres años más tarde, en 1895, amplió su labor a la de conservador-restaurador. Restauró diversas obras, especialmente en mármol y en marfil, y además redactó en 1907 el primer catálogo de la colección de escultura del Museo: Museo Nacional de Pintura y Escultura. Catálogo de la Escultura. En 1910 fue nombrado académico electo de la Real Academia de Bellas Artes de San Fernando y también fue miembro de la Real Academia Hispano Americana de Ciencias y Artes de Cádiz.
El 23 de noviembre de 1911 cayó fulminado, víctima de un derrame cerebral, cuando iba por la calle camino del Museo del Prado después de salir de la Real Academia de Bellas Artes, muriendo en el acto, a los 53 años de edad.

## Obra

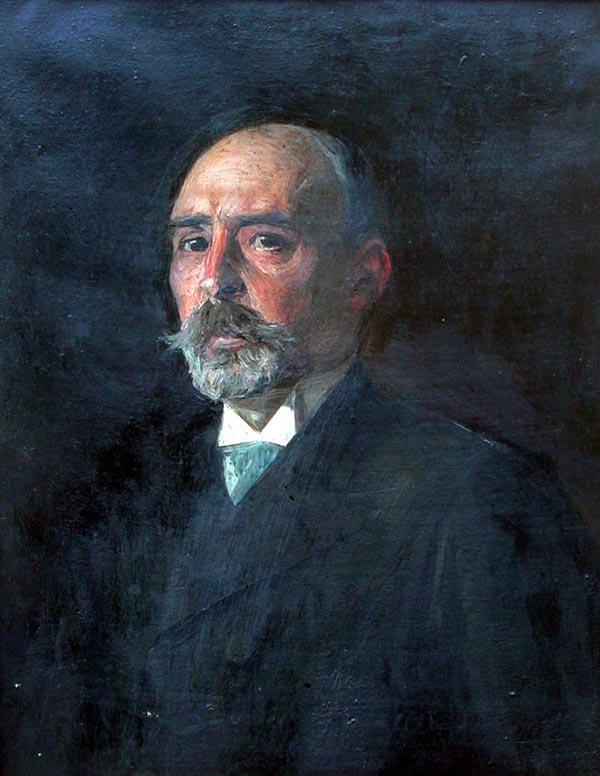
Retrato inacabado obra de José Villegas, Museo de Zamora.

De obra ecléctica, Barrón da a sus personajes un aire noble y majestuoso, muy influido por la escultura clásica. Por otro lado, es el único artista zamorano cuya obra ha sido expuesta en el Museo del Prado.
Una parte considerable de su producción se conserva en el Museo de Zamora, gracias a la donación efectuada por su hijo en 1963, integrada por modelos en escayola de algunas de sus principales obras, y a la realizada por su nuera y sus nietos en 2004. En total ingresaron en el Museo once esculturas además de seis pinturas, entre ellas dos autorretratos y un retrato inacabado que le hizo el pintor José Villegas.
Algunos de los principales trabajos de Barrón son los siguientes: 
- Monumento a Viriato, Zamora, 1883. Medalla de plata de primera clase en la Exposición Nacional de Bellas Artes de 1884. Existen dos reducciones en bronce, una en el Museo de Zamora y otra en el Museo del Romanticismo de Madrid.
- Adán después del pecado, Museo de la Real Academia de Bellas Artes de San Fernando, Madrid, 1885.
- Santa Eulalia ante Daciano, Basílica de San Francisco el Grande, Madrid, 1885.
- Roncesvalles, 1887 — 1888 (destruida).
- San José con el Niño Dios, Cappella di San Giuseppe o Spagnola (Capilla de San José o Española) del Santuario de Loreto, Italia, 1888 — 1889.
- Monumento a Hernán Cortés, Medellín (Badajoz), 1890.
- Monumento a Cristóbal Colón, Salamanca, 1893. Réplica reducida con variantes realizada en escayola con pátina broncínea en el Museo de Salamanca.
- Relieve de la Minería y la Industria, Escuela de Ingenieros de Minas de Madrid, 1895.
- Tentación o Las tentaciones de un santo, boceto, Museo de Zamora, hacia 1897.
- Monumento a Arias Gonzalo, Zamora, 1902. Proyecto no realizado para el que hizo al menos dos bocetos.
- Nerón y Séneca o La educación de Séneca, Museo del Prado (en depósito en el Museo de Zamora), 1904. Medalla de oro en la Exposición Nacional de Bellas Artes de ese año. Versión en bronce de fundición moderna (2010) en Córdoba. Dos reducciones en escayola, una en el Museo de Zamora y la otra en la Fundación Antonio Maura, y dos en bronce, en el Museo del Romanticismo y en la fundición Codina Hermanos.
- Monumento a Emilio Castelar, Cádiz, 1905.
- Mural escultórico dedicado a los médicos militares muertos por acción de guerra («El ángel»), Hospital Gómez Ulla, Madrid, 1910. Última obra del artista. Boceto en yeso en el Museo de Zamora.

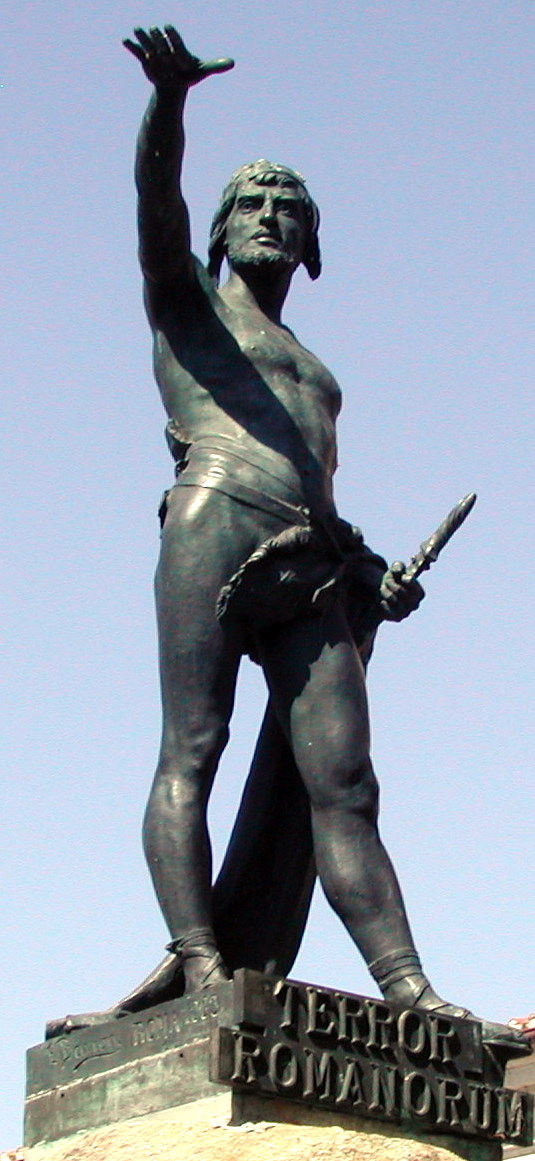
Estatua de Viriato en la plaza homónima de Zamora.
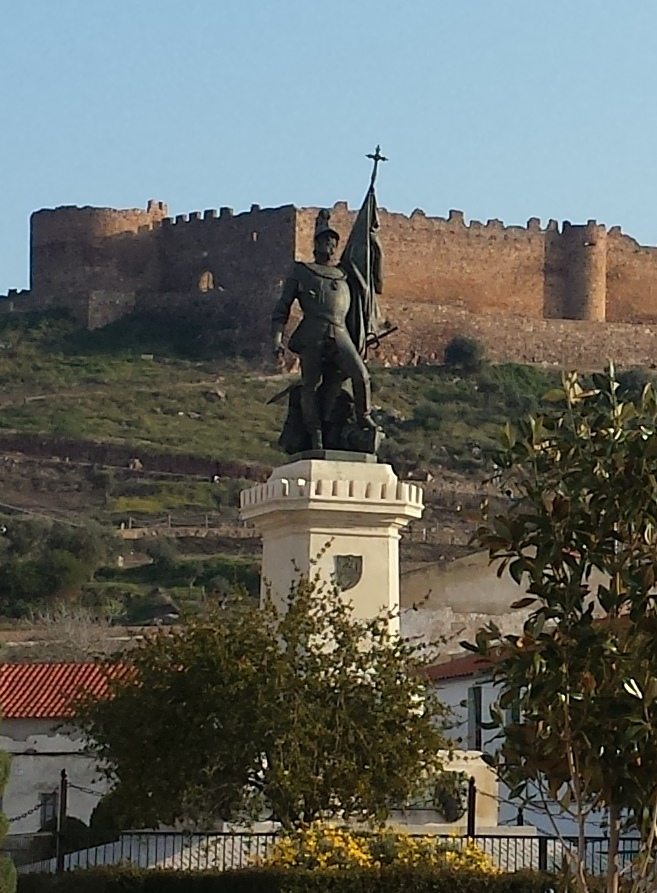
Monumento a Hernán Cortés, Medellín (Badajoz).
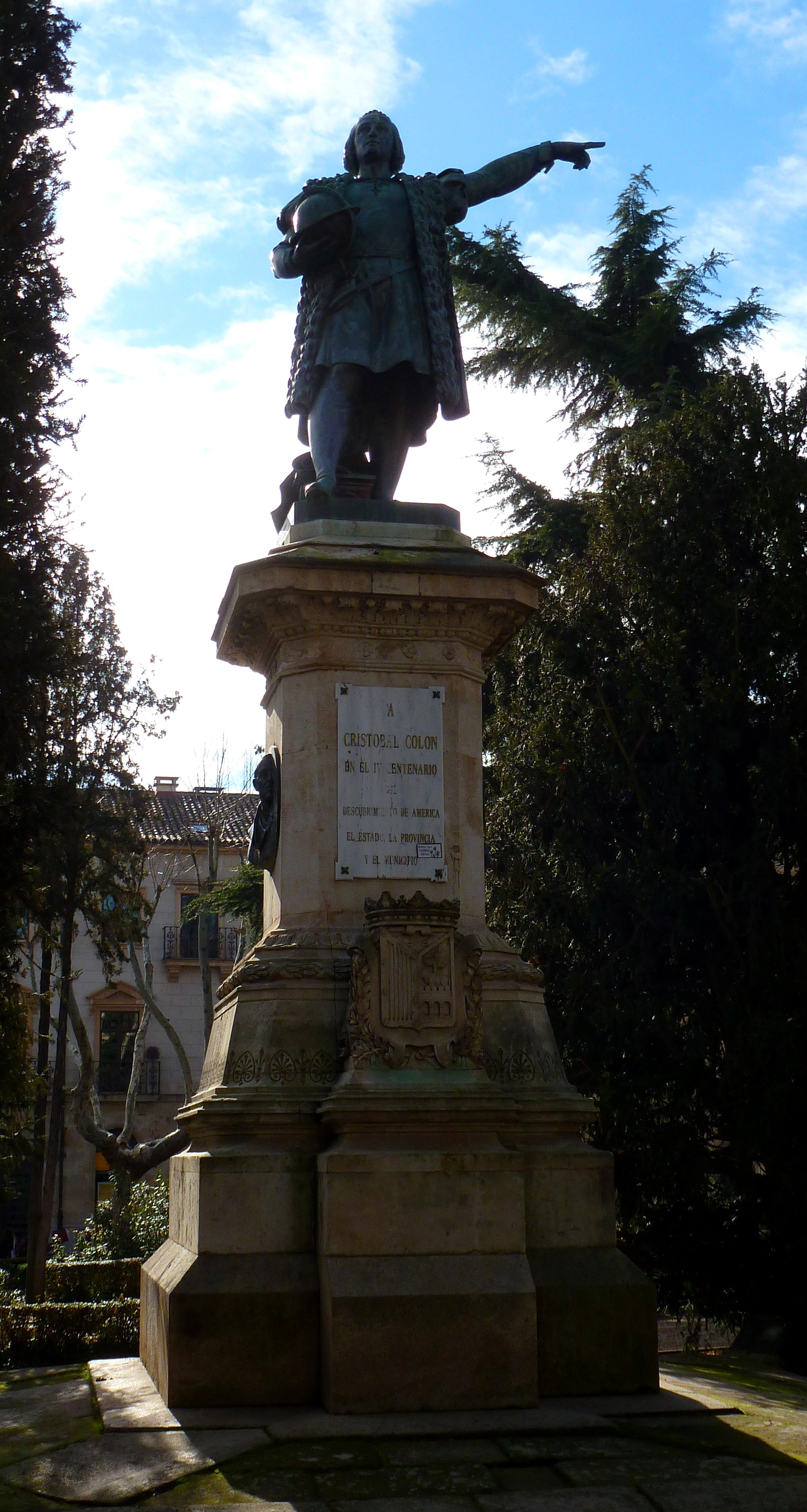
Monumento a Cristóbal Colón, Salamanca.
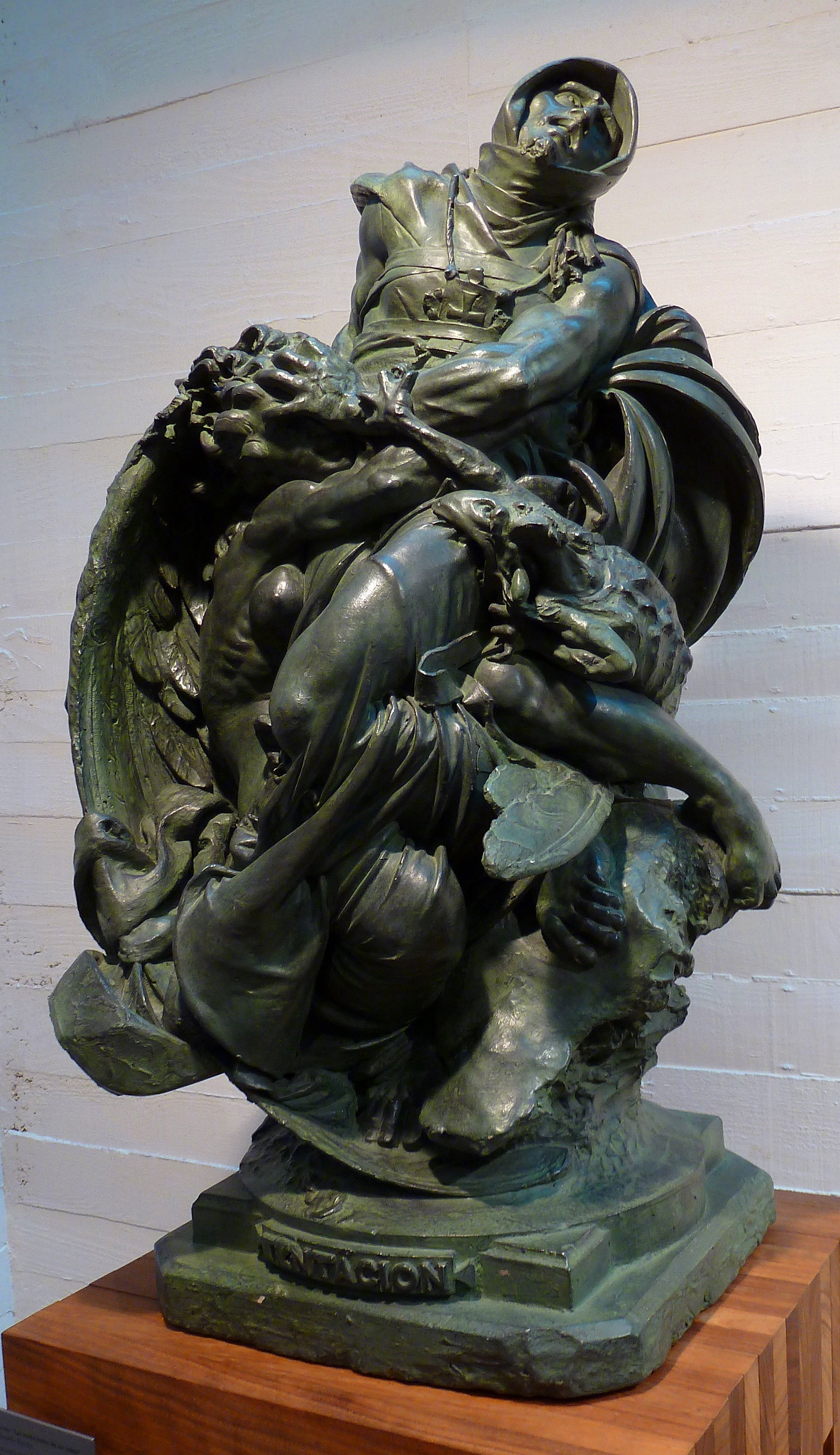
Tentación (boceto), Museo de Zamora.
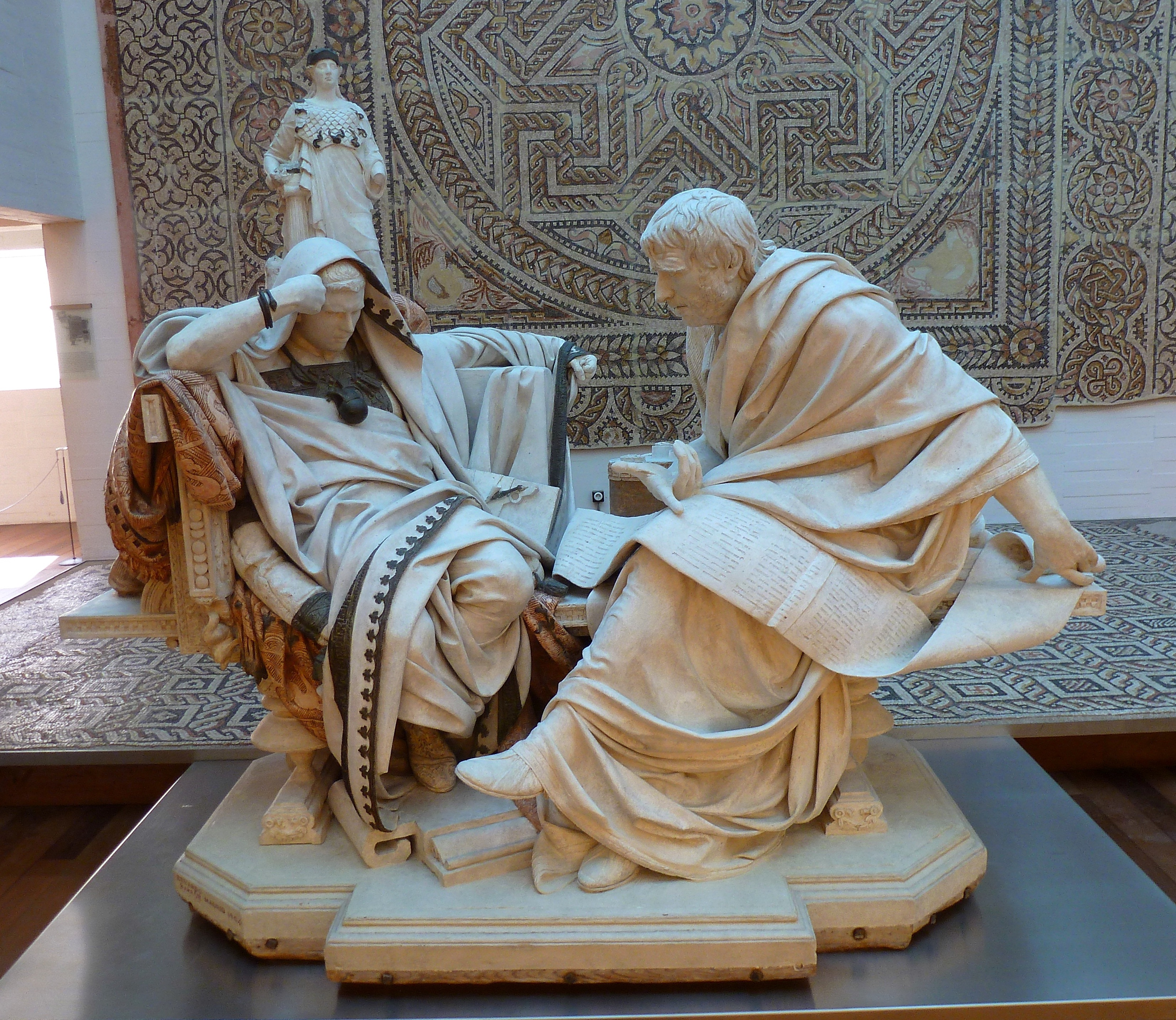
Nerón y Séneca, Museo del Prado (depositada en el Museo de Zamora).
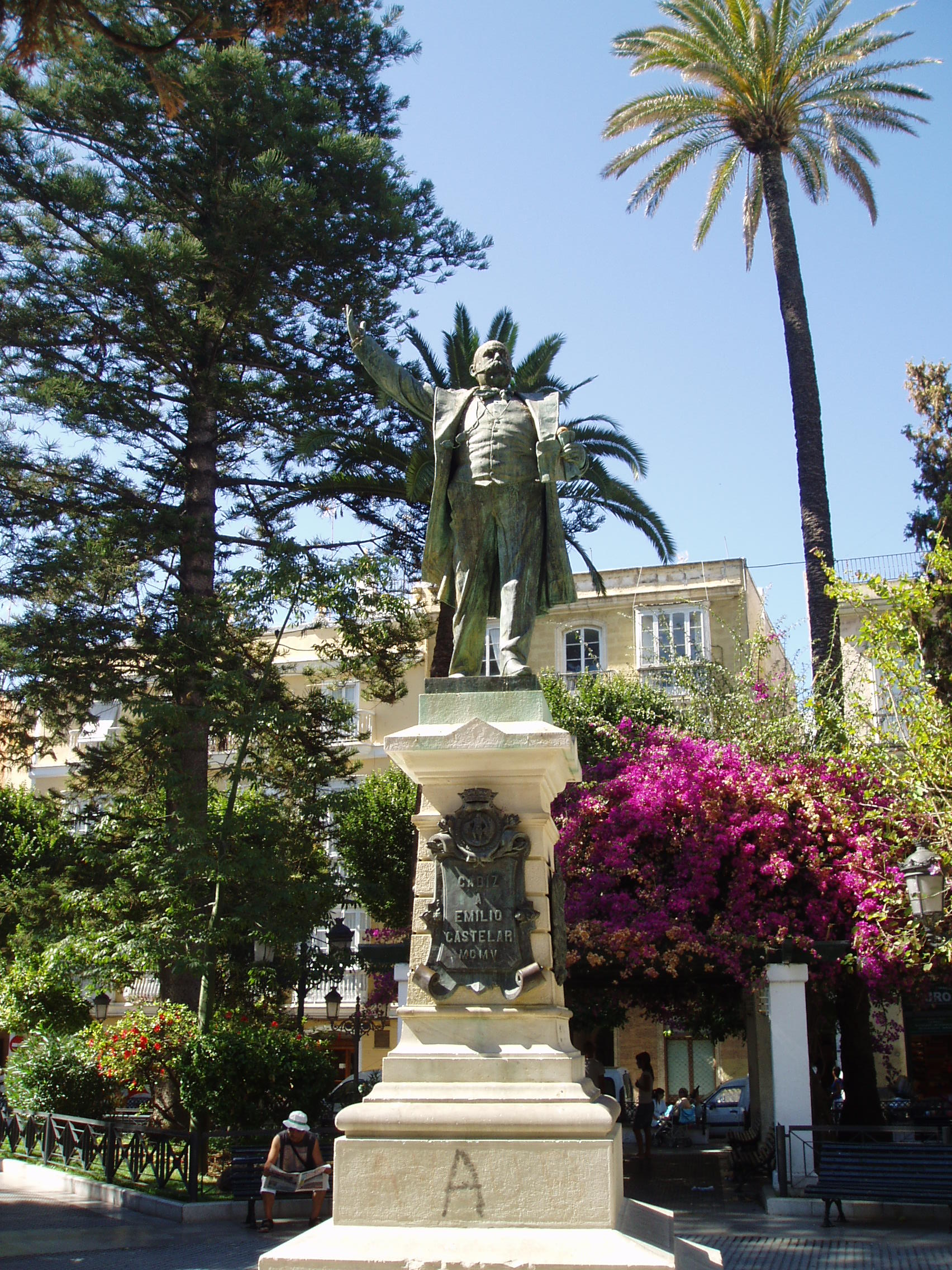
Monumento a Emilio Castelar, Cádiz.